# Верден, Жан
Жан Верден (фр. Jean Verdun) (род. 21 марта 1931 года, Марк-ан-Барёль — 21 октября 2021 года, Нёйи-сюр-Сен) — французский писатель и бывший великий мастер Великой ложи Франции. Он является автором различных романов и пьес, им написаны ряд книг о масонстве во Франции. В период с 1985 по 1988 год он занимал должность великого мастера Великой ложи Франции. Он является племянником политика Андре Дейтхельма.

## Вехи в биографии
1931 год. Жан Верден родился 21 марта на границе с Бельгией в городке Марк-ан-Бароль. Его отец, Анри Верден, являлся заместителем прокурора.
Его мать, Жанна, являлась сестрой Жаклин Дейтхельм, которая была женой видного политика Андре Дейтхельма. Сам Андре будет играть ключевую роль в будущем своего племянника.
Жан является старшим из трёх детей семьи Верден: Андрэ (род. 1932) и Энн-Мари (род. 1934).
1949 год. Жан провёл четыре года в средней школе в Дине, после окончания которой он вернулся в Экс-ан-Прованс со своей матерью и поступил на юридический факультет. В это время у него развивается страсть к сюрреализму, и на основе этой открывшейся страсти он пишет две пьесы.
Антонен Фабр, отец Николь, рекрутирует Жана в свою любительскую театральную труппу «Четыре дельфина». Николь и Жан играют вместе в постановке «Не мелочитесь в любви», в большом зале казино города Экса. Где его замечает Гастон Бати, с которым они уже давно ведут разговоры о театре, сцене, и вообще актёрском поприще.
1951 год. Жан Верден и Николь Фабр сочетаются законным браком в маленькой деревушке Сент-Виктори, где семья Фабр провела годы во время оккупации Франции.
1952 год. У Николь и Жана рождается дочь Натали. Чтобы освободиться от монотонности страхования, Жан устраивается на работу в компанию «Трактора Фергюсона», а также начинает писать для ежемесячной газеты компании с тиражом более 200000 экземпляров. В газете публикуются его заметки о проблемах характерных для сельского хозяйства. В то же время начинают развиваться отношения между Верденом и фермерским сообществом, которые будут длиться 40 лет.
1956 год. В феврале публикуется роман Вердена — «Молодые волки» (Julliard).
Жан предполагал, что сможет избежать службы в армии, из-за войны в Алжире. В ноябре он оказывается в армии, несмотря на освобождение от службы согласно закону о «Погибших за Францию» и отсутствии свидетельства о смерти его отца в 1944 году, которое давало освобождение. Впоследствии Жан инициирует процесс получения такого свидетельства. Его служба продлится почти три года, когда заявление о смерти отца, наконец, будет выдано и сержант Жан Верден покинет службу после 29 месяцев проведённых в армии.
1959 год. Сразу после увольнения с военной службы Жан публикует свой роман — «Школа в Париже» (L’École de Paris), который он писал находясь в лагере Бретиньи-сюр-Орж.
Не найдя должности в фермерском сообществе, Жан устраивается в компанию «Эир Алжир» в качестве помощника директора. Он отвечает за связь с общественностью в качестве сотрудника секретариата генерального директора и будущего сенатора и министра голлистских вооруженных сил Жака Суффле. В это время Жан регулярно посещает Алжир, во время проходящей там войны, откуда он пишет в комитет своего босса отчёты и корреспонденции.
1960 год. Жан по-прежнему сотрудник «Эир Алжир». В этом же году выходит его роман «Возвращение на улицу Монтокрюэль» (Retournons rue Montorgueil).
1961 год. Публикуется исторический роман «Brumaire», на который Жана вдохновил переворот 1958 года.
1963 год. Публикация романа «Вечер с Рамоном» (La Soirée chez Ramon).
1965 год. Жан проходит посвящение в масонскую ложу «Новый Иерусалим» Великой ложи Франции. С чего и началась долгая история отношений Жана Вердена и масонства.
1966 год. Публикуется роман «Голый ребёнок» (L’Enfant nu).
1971 год. Жан аффилируется в ложу «Сфинкс» на Маврикии, где избирается в качестве депутата на конвент ВЛФ. Он заинтересовался делами Великой ложи Франции и стал принимать активное участие в её различных комитетах. Он не открывал своего членства в масонстве и даже не все члены его семьи знали о его членстве.
1974 год. Публикация романа «L’Amour de loin», тщательно подготовленного на Маврикии как сценарий для фильма.
В Париже Жан был избран досточтимым мастером в своей материнской ложе, где и оставался на должности три года.
1977 год. На сентябрьском конвенте Жан был избран в Федеральный совет ВЛФ, где и пробыл в качестве сенатора три года, чтобы затем взять на себя тяжелое бремя великого секретаря Великой ложи Франции.
1979 год. В июле Жан совершает поездку на Маврикий с Николь. А в конце августа, в день возвращения в Париж, из поездки в Толоне, Николь внезапно умирает от разрыва аневризмы.
После чего Жан погружается в написание книг, которое у него поглощают пятнадцать часов каждый день.
1980 год. Жан дописывает «Вечный Восток», последнюю главу «Масонских реалий», которая будет опубликована в 1982 году. В том же году публикуется роман «Карнавал на кладбище Пер-Лашез», написанный до смерти Николь.
На сентябрьском конвенте ВЛФ Жан покидает свою должность великого секретаря.
1981 год. На сентябрьском конвенте Жан избирается заместителем великого мастера Великой ложи Франции на должность которую он будет занимать три года в период руководства ВЛФ двумя великими мастерами и его друзьями — Жоржем Марку и Анри Торт Ногье.
1982 год. Публикация «Масонских реалий» имела большой успех этой книги, очень новой по тональности и духу, что привело автора к увеличению его лекций в ложах Франции, Бельгии и Швейцарии.
Жана Вердена связывает глубокая дружба с Жоржем Неслани, который вскоре стал великим мастером Великой ложи Бельгии. Их дискуссии в «Линии союза», которые проходили по инициативе Жоржа Неслани недалеко от Гента и в значительной степени способствовали стимулированию в развитии континентального европейского масонства 2000-х годов.
1985 год. Жан Верден избирается великим мастером Великой ложи Франции и предлагает широкую программу реформ с целью изменить международное положение Великой ложи Франции.
Он удостаивается звания почётного члена Великой ложи Бельгии.
1986 год. Публикуется пьеса Архитектор (L’Architecte), которая представлена впервые будучи написанная за шесть лет до публикации.
1988 год. После трёх лет интенсивной работы в должности великого мастера Жан оставляет должность, а затем столь же интенсивно уходит в работу в драматургии. Он будет оставаться членов Федерального совета ВЛФ с правом совещательного голоса и совершит ещё несколько зарубежных поездок, возложенных на него преемниками, которые ограничат на время его лекции в ложах.
1990 год. В агентстве Промега публикуется «Книги великого мастера» (Carnets d’un Grand Maître), которая охватывают период с 1984 по 1988 годы.
1992 год. Жан Верден и Лоренсина Лот сочетаются законным браком.
1993 год. В издательстве Роше публикуются «Хроники аббатства», которые были ограничены при издании публикации двадцать лет тому назад.
На сцене Национального центра драмы Франш-Комте ставится «Архитектор» в постановке Рене Лойона с Жан-Клодом Друо в главной роли.
1994 год. Жан ушёл из издательского агентства Промега, чтобы посвятить себя написанию пьес. Он закончил играть «Алиби любви» (L’Alibi d’amour), которая будет опубликована в 1999 году.
1995 год. Возобновление турне во Франции, Бельгии и Швейцарии репризы «Архитектор». Серьёзный кризис потряс все французские масонские послушания. Верден отказывается от участия в июне в церемонии столетнего юбилея основания Великой ложи Франции. Он осудил поведение некоторых высокопоставленных лиц. В сентябре он узнал, что кризис также коснулся и другие послушания.
1996 год. Верден закончил с постановкой пьесы «Royal Au-delà», которая шла в театре на Монпарнасе.
Он также публикует денонсации «Масонство непокорных» (Le Franc-Maçon récalcitrant), в которых указывает на нарушения, которые наблюдались в 1995 году. Книга получила плохие отзывы от тогдашнего руководства Великой ложи Франции.
1997 год. Привлечённый к ответственности за несоблюдение и раскрытие масонских тайн, в своей книге «Масонство непокорных», Жану Вердену приостанавливают на один год его масонские права и запрещают в дальнейшем публикации книги о Великой ложе Франции, под угрозой исключения. Возмущённый таким приговором, Великий восток Бельгии пригласил Жана Вердена приехать в Брюссель, чтобы объяснить суть конфликта очень большой аудитории братьев и в присутствии великого мастера Великой ложи Бельгии, почётным членом которой является Верден. Выражение симпатии и братскую поддержку он получает от всех французских послушаний.
1998 год. Жан Верден вышел из состава Великой ложи Франции и попросил о аффилиации его в Великий восток Франции. На церемонии принятия в большом храме ВВФ, и перед большим количеством братьев, Жан определил свою позицию и своё видение будущего масонских лож. Его позиция прекрасно согласуется с желанием обновления должностными лицами Великого востока Франции.
2001 год. Опубликованы Альбином Мишелем в феврале «Новые масонские реальности» Вердена, где Жан заявил о своей позиции к современному масонству. Он занимает твёрдую позицию против системы господства Великой ложи Франции и так называемых высоких масонских степеней.
В мае публикуется его пьеса «Император ничего», в том числе идеи и первые написанные работы ещё в середине 70-х.
В октябре, после терактов 11 сентября в Нью-Йорке, Жан решает ускорить написание своей пьесы и не откладывать её окончание до весны следующего года. Лоуренсина отправляет копию этой работы Роберту Коэну, профессору и директору театра в Лос-Анджелесе.
2002 год. Роберт Коэн попросил больше прав на произведение, и поэтому в течение года будет происходить обмен письмами между Лос-Анджелесом и Парижем, для улучшения перевода.
В марте и апреле происходит новая презентация «Архитектора» в Королевском театре дю Парк в Брюсселе, в постановке Жан-Мари Фьеве, режиссёра Жан-Клода Иди с Ивом Ларек в главной роли и Колетт Эммануэль в роли вдовы.
Жан сопровождается великим мастером Великого востока Франции в Брюссель на встречу 35 европейских и африканских послушаний, которую организовала и возглавила Великая ложи Бельгии. Это событие является кульминацией 20-летних отношений между Жаном и его другом Жоржем Неслани.
2003 год. В марте публикуется «Детский цветок».
В апреле и мае идёт постановка пьесы под названием «Закон Тиби» (Tibi’s Law) в театре в Голливуде с Солом Уильямсом в роли Тиби и Эринн Анова в роли Мары, режиссёра Роберта Коэна, в переводе Роберта Коэна и Дэвида Кэрролла. За роль Тиби Сол Уильямс получил награду как лучший театральный актер 2003 года.
В декабре публикуется «Аббатство» (Detrad), как вариант адаптации «Хроник аббатства», с повторяющейся темой автора 1973 года.
2004 год. В июне публикуется «La Jeune Fille honteuse», которая писалась почти 10 лет, и в которой отражается то внимание, которое Верден всегда уделял живописи и художникам.
В октябре Жан принимает предложение в первый раз за последние девять лет прочитать лекцию в главном храме Великой ложи Франции. Он был принят с теплотой и почестями, которые он заработал своим прошлым в послушании. Но это не изменило им ранее занятую позицию.
В ноябре Жан отправился в Лос-Анджелес, чтобы присутствовать на первой репетиции в декорациях и костюмах «Закона Тиби», в постановке Режи Ланга и Бруно Неттера, сыгравшего роль Тиби и Моники Компанис, сыгравшей роль Мары. В том же ноябре Закон Тиби ставится в Аккре, в Гане, в постановке Мохаммеда Бен Абдаллы.
2008 год. Переизданные в 2008 году в издательстве «Luc Pire» «Масонские реалии» увеличились в объёме и добавилось послесловие Жоржа Неслани.
2009 год. Жан Верден на своем сайте «L’Affaire du Luberon» описывает сцены из масонской жизни. Этот еженедельный сериал состоит из пятнадцати эпизодов, которые идут в интернет-эфире с 3 апреля 2009 года.
2019 год. Вернулся в Великую ложу Франции.
Умер 21 октября 2021 года в Нёйи-сюр-Сен.

## Работы
Он является автором различных книг о масонстве в которых претендует на открытое видение субъективных и объективных представлений о масонстве во Франции.
- 1956 — Les Jeunes loups (roman), Julliard
- 1959 — L’École de Paris(roman), Julliard
- 1960 — Retournons rue Montorgueil (roman), Julliard
- 1961 — Brumaire (roman historique), Julliard
- 1963 — La Soirée chez Ramon (roman), Julliard
- 1966 — L’Enfant nu (récit autobiographique), Julliard (réédition 1997 par Grancher)
- 1973 — Les Chroniques de l’abbaye (roman), auto-édition (édité en 1993 par Le Rocher), suivi de À l’abbaye
- 1973 — Mille Matins d’été (roman), Robert Laffont
- 1974 — L’Amour de loin (roman), Robert Laffont
- 1980 — Le Carnaval du Père-Lachaise (roman), Flammarion
- 1982 — La Réalité maçonnique (essai), Flammarion (plusieurs rééditions : en 2002 par Flammarion, en 2006 par les Éditions Luc Pire)
- 1991 — Carnets d’un Grand Maître (carnets des années 1984—1988), Le Rocher
- 1996 — Le Franc-Maçon récalcitrant (essai), Le Rocher
- 1999 — L’Alibi d’amour (théâtre), Les Quatre Vents
- 2000 — Retour au bercail (théâtre), Detrad
- 2001 — La Nouvelle Réalité maçonnique (essai), Albin Michel
- 2001 — L’Empereur de rien (théâtre), Detrad
- 2001 — Mieux que nos pères ou Tibi (théâtre; en version anglaise, Tibi’s Law), Detrad
- 2002 — L’Architecte (théâtre), Detrad
- 2002 — Royal Au-delà (théâtre), Detrad
- 2002 — Lumière sur la franc-maçonnerie universelle (essai), Detrad
- 2003 — À l’abbaye (théâtre), Detrad, suite de Les Chroniques de l’abbaye
- 2003 — Bébé-Fleur (théâtre), Detrad
- 2004 — La Jeune Fille honteuse (théâtre), Detrad
- 2005 — Grand Jour d’Espoir au cap Misène (théâtre), Detrad
- série — L’Affaire du Luberon — Scènes de la vie maçonnique
- 2009 — Sainte-Victoire, magique montagne, en collaboration avec Laurencine Lot, photographe, Aubéron
- 2013 — Rhapsodie en bleu, Voyage initiatique autour des loges bleues, Dervy
- 2015 — La franc-maçonne du Luberon (roman), Editions retrouvées
- 2017 — La Réalité maçonnique, suivie de Carrefours initiatiques, débat entre l’auteur, Françoise Barret-Ducrocq et René Rampnoux, Renaissance du livre
- 2017 — La Réalité maçonnique, A vue d’oeil (édition en corps 16 pour redonner le plaisir de lire à celles et ceux qui souffrent de malvoyance)
- 2018 — à paraître en août : Le Cercle des Subtils (roman), Tohu-Bohu Editions